# Waterval (Escher)
Waterval is een litho van de Nederlandse kunstenaar Maurits Cornelis Escher, voor het eerst gedrukt in oktober 1961. Het toont een eeuwigdurende bewegingsmachine waarbij water onderaan een waterval bergafwaarts lijkt te stromen voordat het de bovenkant van de waterval bereikt.
Terwijl de meeste tweedimensionale kunstenaars relatieve verhoudingen gebruiken om een illusie van diepte te creëren, gebruikt Escher hier en elders tegenstrijdige verhoudingen om een visuele paradox te creëren. De waterloop die de waterval voedt (het aquaduct) heeft de structuur van twee Penrose-driehoeken. Een Penrose-driehoek is een onmogelijk object, ontworpen door Oscar Reutersvärd in 1934 en onafhankelijk gevonden door Roger Penrose in 1958.

## Beschrijving
De afbeelding toont een watermolen met als belangrijkste kenmerk een verhoogd aquaduct en een waterrad. Het aquaduct begint bij het waterrad en stroomt naar achter. De wanden van het aquaduct lopen naar beneden, wat suggereert dat het naar beneden helt. Het aquaduct maakt drie keer een scherpe bocht, eerst naar links, dan naar rechts en ten slotte weer naar links. De kijker kijkt schuin naar beneden, waardoor het aquaduct vanuit het perspectief van de kijker schuin naar boven lijkt te staan. Ook kijkt de kijker schuin van rechtsonder over het tafereel, wat betekent dat vanuit het perspectief van de kijker de twee bochten naar links direct in elkaars verlengde liggen, terwijl het waterrad, de voorwaartse bocht en het uiteinde van het aquaduct allemaal in elkaars verlengde liggen (in lijn). De tweede bocht naar links wordt ondersteund door pilaren uit de eerste, terwijl de andere twee hoeken worden ondersteund door een toren van pilaren die begint bij het waterrad. Het water valt van de rand van het aquaduct en over het waterrad in een onmogelijke oneindige cyclus. In zijn aantekeningen bij de foto wijst Escher erop dat er periodiek wat water aan deze perpetuum mobile moet worden toegevoegd om de verdamping te compenseren. Het gebruik van de Penrose-trap loopt parallel met Eschers Klimmen en Dalen (1960), waar in plaats van de waterstroom twee rijen monniken eindeloos bergop of bergaf marcheren rond de vier trappen.
De twee steuntorens lopen door boven het aquaduct en worden bekroond door twee samengestelde veelvlakken, waaruit blijkt dat Escher als kunstenaar geïnteresseerd was in wiskunde. De linker is een samenstelling van drie kubussen. De rechter is een constructie van een ruitvormige dodecaëder (of een verbinding van drie niet-regelmatige octaëders) en staat bekend als de vorm van Escher.
Onder de molen bevindt zich een tuin met bizarre, gigantische planten. Dit is een uitvergrote weergave van een groepje mos en korstmos dat Escher in 1942 als studie met inkt tekende.
De achtergrond lijkt een klimmende uitgestrektheid van terrasvormige landbouwgronden te zijn.